# راما

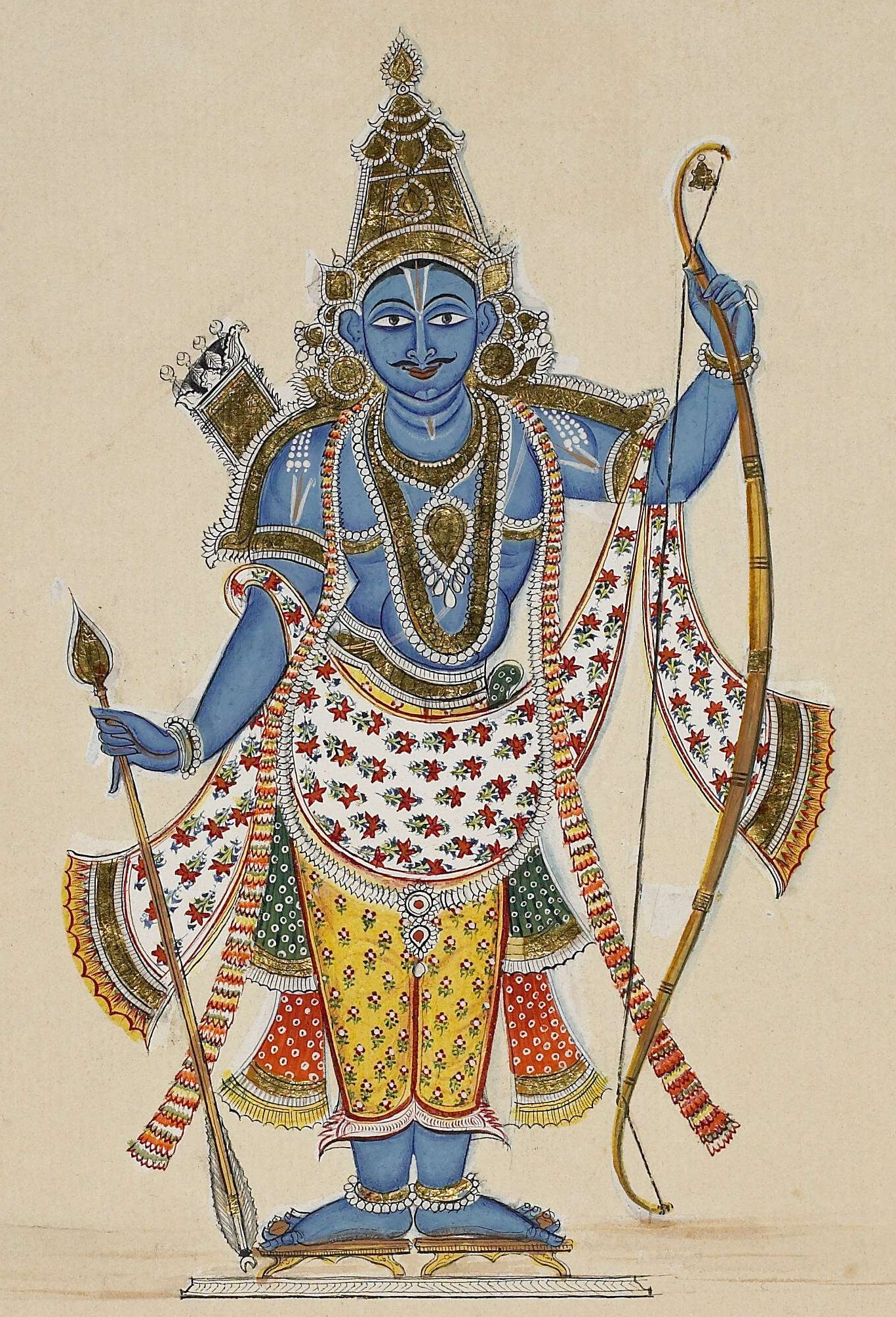
رامچاندرا

در متون مقدس مربوط به آیین هندو، راما هفتمین آواتار ویشنو و یکی از شاهان آیودیا است.
در برخی از متونی که بر محوریت راما نگاشته شده اند، او به جای اینکه آواتاری از ویشنو، خدای هندو باشد، به عنوان یک وجود برتر و عالی ترسیم می‌شود. راما در قلمرو سلسله سوریاوانشا متولد شد، سلسله‌ای که بعد از راگو، راگووانشا نام گرفت. در ریگ ودا، راما به معنی تاریکی به کار رفته است. وی شوهر سیتا ایزدبانوی آئین هندو و برادر لاکشمانا بود.

## راما در زبان های مختلف
- دواناگاری: राम
- اردو: رام
- آوانگاری: rāma
- برمه‌ای: ရာမ Jàma̰
- جاوه ای: Ramavijaya
- خمر: ព្រះរាម Phreah Ream
- لائو: ພຣະຣາມ Phra Ram
- مالزیایی: Megat Seri Rama
- مارانو: Raja Bantugan
- تامیل: ராமர்
- تلوگو: రామ
- تایلندی: พระราม
- کانادا: ರಾಮ
- پارسی: راما